# Paraschistura montana
Paraschistura montana är en fiskart som först beskrevs av Mcclelland, 1838.  Paraschistura montana ingår i släktet Paraschistura och familjen grönlingsfiskar. Inga underarter finns listade i Catalogue of Life.